# Alfonso Vidal y Planas
Alfonso Vidal y Planas (Santa Coloma de Farners, 1891 - Tijuana, Mèxic, 1965) fou escriptor i autor teatral espanyol.
Malgrat haver nascut a Santa Coloma de Farners, fill d'un militar lleonès, es va traslladar a Barcelona amb 8 anys, poc després de la mort del seu pare. La seva família va intentar infructuosament que entrés a un seminari o a l'exèrcit, però cap de les dues coses li interessaven. Va participar activament en els fets de la Setmana Tràgica dels que va sortir apallissat. Després d'això, va iniciar una carrera com a periodista, publicant alguns articles a El Noticiero Universal.
No es pot precisar la data que es va traslladar a Madrid, però en qualsevol cas va ser abans de la Primera Guerra Mundial. Va arribar a tenir plaça de redactor a El Debate, però el seu esperit independent el va portar a fundar diverses revistes, totes elles sense gaire èxit: El Loco, España Republicana, El Soviet... En aquesta època es relacionarà amb la bohèmia madrilenya del moment i farà amistat amb el seu mentor Rafael Cansinos Assens i els altres membres de la tertúlia del Café Colonial. Viu de forma dissoluta, dorm per les sinistres pensions de Corredera Baja (la molt coneguda de Han de Islandia) i sobreviu com pot.
L'any 1919 començarà a tenir certa fama amb la publicació de la seva novel·la Santa Isabel de Ceres en la qual narra l'amor d'un home per una prostituta, fins a aconseguir que abandoni l'ofici. De fet, la novel·la té trets autobiogràfics, ja que ell mateix es va casar amb Elena Manzanares, a qui havia conegut en un prostíbul del carrer Ceres de Madrid.
Aquest èxit continuarà en convertir la seva novel·la en obra de teatre, que s'estrenarà el 1921 al Teatro Eslava de Madrid i estarà més de tres mesos en cartell.
L'any 1923, i sense que es coneguin bé els motius, va assassinar al seu col·lega Luis Anton del Olmet; podria ser per una discussió escènica, ja que havien escrit una obra conjuntament, o simplement per gelosia. Va complir uns anys de presó al penal del Dueso que li van servir d'inspiració per a escriure nombroses novel·les curtes de caràcter patibulari. Poc després de proclamar-se la Segona República Espanyola publica la seva novel·la llarga Bombas de Odio, en la qual novel·la l'assassinat de Pau Sabater el Tero. Es tracta d'una novel·la barcelonina en la qual el protagonista, un pobre desgraciat que cau en mans dels sicaris de la patronal, és utilitzat per a les seves revenges sindicals. Com no podia ser menys, també s'enamora d'una jove prostituta del barri xino.
Durant la Guerra Civil, utilitza el seu carnet de la CNT per a treure presoners de les xeques madrilenyes, però abans d'acabar la guerra s'exilia als Estats Units. Viu un temps a Nova York, on dona classes d'anglès a estrangers (sense saber-ne) i sembla que obté un doctorat en Metafísica a la Universitat d'Indianapolis. Després d'uns anys a Los Angeles, on va ser professor i va col·laborar com a escriptor per a la Warner, es va establir definitivament a Tijuana (Mèxic), on va obtenir la càtedra de llengua i literatura espanyola a l'Instituto Juan Diego.
Un cop jubilat va publicar dos llibres de poemes: Cirios en los rascacielos (1963) i Hogueras del ocaso (1965).
Va morir a Tijuana el 1965, ciutat que li ha dedicat el nom d'una avinguda en el seu honor.